# Distrikt San Nicolás (Carlos Fermín Fitzcarrald)
Der Distrikt San Nicolás liegt in der Provinz Carlos Fermín Fitzcarrald in der Region Ancash in West-Peru. Der Distrikt wurde am 6. Juni 1983 gegründet. Er besitzt eine Fläche von 205 km². Beim Zensus 2017 wurden 3324 Einwohner gezählt. Im Jahr 1993 lag die Einwohnerzahl bei 4401, im Jahr 2007 bei 3922. Die Distriktverwaltung befindet sich in der 2875 m hoch gelegenen Ortschaft San Nicolás mit 820 Einwohnern (Stand 2017). San Nicolás liegt 20 km nordöstlich der Provinzhauptstadt San Luis.

## Geographische Lage
Der Distrikt San Nicolás liegt im Osten der Provinz Carlos Fermín Fitzcarrald. Entlang der nordöstlichen Distriktgrenze fließt der Río Marañón nach Norden, entlang der nördlichen Distriktgrenze dessen Nebenfluss Río Yanamayo nach Osten.
Der Distrikt San Nicolás grenzt im Südwesten an den Distrikt San Luis, im Westen an den Distrikt Yauya, im Norden an die Distrikte Llama und Eleazar Guzmán Barrón (beide in der Provinz Mariscal Luzuriaga), im Canchabamba und Pinra (beide in der Provinz Huacaybamba), im Südosten an die Distrikte Chaccho und Mirgas (beide in der Provinz Antonio Raymondi) sowie im äußersten Süden an den Distrikt Cajay (Provinz Huari). 